# 比爾基夫
49°16′59″N 28°4′41″E / 49.28306°N 28.07806°E
比爾基夫（烏克蘭語：Бірків），是烏克蘭的村落，位於該國西南部文尼察州，由文尼察區負責管轄，始建於1359年，面積0.21平方公里，海拔高度285米，2001年人口579，人口密度每平方公里2,718.31人。